# Chodecz (gmina w województwie warszawskim)
Chodecz (do 1870 i od 1921 miasto Chodecz) – dawna gmina o nieuregulowanym statusie istniejąca w latach 191?-1921 w woj. warszawskim. Siedzibą władz gminy była osada miejska Chodecz.
Do 13 października 1870 Chodecz był miastem i stanowił odrębną gminę miejską; po odebraniu jej praw miejskich i przekształceniu w osadę, miejscowość została włączona do gminy Kamienna, którą przemianowano na Chodecz (powiat włocławski, gubernia warszawska).
Podczas I wojny światowej władze zaborcze przywróciły Chodczowi samorząd miejski, lecz po przejściu pod zwierzchnictwo polskie miejscowość nie została zaliczona do miast. Gmina stanowiła odtąd jednostkę o nieuregulowanym statusie (była określana jako "miejscowość"). W 1921 roku Chodecz liczył 1685 mieszkańców.
Jako gmina nie-miejska jednostka formalnie przestała funkcjonować 1 sierpnia 1921 roku w związku z zaliczeniem Chodcza do miast (gmin miejskich).